# Славинский, Пётр (астроном)
Пётр Слави́нский (пол. Piotr Sławiński; 29 июня (10 июля) 1794, Кена Виленского уезда — 18 мая 1881, Кена) — астроном, директор астрономической обсерватории императорского Виленского университета, педагог, профессор Виленского университета.

## Биография
Родился в семье землевладельца Яна Славинского и Марианны Мацкевичевой. Окончив в 1811 году гимназию в Вильно, поступил на физико-математическое отделение императорского Виленского университета. Получив степени кандидата (1812), затем магистра философии (1815), работал помощником в астрономической обсерватории под руководством профессора Яна Снядецкого. В 1817 году получил степень доктора на основании научного сочинения о затмениях. Преподавал астрономию в 1818—1819 годах.
В 1819—1822 годах совершенствовался за границей, посетив астрономические обсерватории в Кёнигсберге, Берлине, Геттингене, Бремене, побывал в Лондоне, Гринвиче, Кембридже, Оксфорде, Дублине. Познакомился с Уильямом Гершелем и его сыном Джоном Гершелем, с которыми позднее переписывался. Закупал инструменты для Виленской обсерватории. Впечатления отразил в брошюре „Notice sur les observatoires en Angleterre“ (Wilno, 1835). В 1820—1822 годах слушал в Париже лекции по астрономии математика Жана-Батиста Био.
По возвращении в Вильно, в 1823 году стал адъюнктом на кафедре астрономии, затем сменил Снядецкого в должности директора обсерватории (1825), в 1826 году стал экстраординарным профессором. С 1827 года в качестве профессора ординарного руководил кафедрой астрономии до упразднения Виленского университета в 1832 году.
Оставался директором обсерватории, перешедшей в ведение императорской Академии наук в Санкт-Петербурге. В 1834 году представил проект переноса обсерватории из университетского ансамбля на одну из возвышенностей в окрестностях Вильны, однако проект не был принят. Славинскому оставалось заниматься модернизацией прежней обсерватории. В 1837 году доставил из Мюнхена 6-дюймовый телескоп Мерца-Малера с часовым механизмом, учитывающим движение наблюдаемых объектов. Для телескопа построил башню с клапанами. Результаты наблюдения публиковал в научных журналах.
Член-корреспондент Петербургской Академии наук, член Королевского астрономического общества в Лондоне (1820), член-корреспондент Академии наук и литературы в Палермо, почётный член Харьковского университета (1839).
В 1843 году вышел на пенсию и обосновался в унаследованной деревушке Кена под Вильно. Во время пожара в 1855 году погибла его библиотека и была утрачена корреспонденция с многими учёными.
Умер 18 мая 1881 в Кене. Похоронен на кладбище в Кене (по другим сведениям, на кладбище Росса в Вильно).

## Семья
Жена Эмилия Крассовска, дочь и двое сыновей.

## Научная деятельность
Автор первого польского университетского учебника по астрономии „Początki astronomii teoretycznej i praktycznej“ (Wilno, 1826). В обсерватории продолжал наблюдения Снядецкого.
Рассчитал географическую широту Вильны, более точно, чем это сделали до него Мартин Почобут-Одляницкий и Ян Снядецкий. На основе своих наблюдений опубликовал работу „Rémarques sur les observations faites à l’observatoire de Vilna au cercle répétiteur de Reichenbach“ (Wilno, 1835). В 1824—1832 годах принимал участие в триангуляционных измерениях генерала К. И. Теннера в Курляндии, Литве и Жмуди.
Свои наблюдения 1834—1840 годов публиковал в издаваемом обсерватории периодическом издании „Extrait des observations faites à l’observatoire de l’Académie impériale des sciences à Vilna” (Wilno, 1838—1842), которое редактировал совместно со своим преемником Михаилом Глушневичем, и в работах в других изданиях.